# الش همسکی
آلس همسکý (انگلیسی: Aleš Hemský؛ زادهٔ ۱۳ اوت ۱۹۸۳) بازیکن هاکی روی یخ اهل جمهوری چک است.
از باشگاه‌هایی که در آن بازی کرده‌است می‌توان به ادمونتون اویلرز اشاره کرد.